# A Son Unique
A Son Unique — посмертный альбом американского рэпера Ol' Dirty Bastard. Должен был стать третьим сольным альбомом (не считая The Trials and Tribulations of Russell Jones, который является сборником ремиксов на песни, записанные ещё в начале карьеры ODB), выйдя после смерти рэпера, но в конечном итоге релиз был отложен. Он должен был быть выпущенным на лейбле Dame Dash Music Group.

## Факты
ODB записал альбом незадолго до своей смерти. Записывался с 1 мая 2003 года (в этот день рэпер вышел из реабилитационной клиники, в которой он проходил лечение от наркотиков и алкоголизма) до 13 ноября 2004 года (в этот день рэпер скончался от передозировки, смешав дозу кокаина и трамадола). Первоначально альбом должен был выйти 9 августа 2005 года, но не был выпущен из-за задержек. Позже релиз перенесли на 7 ноября 2006 года к двухлетию со дня смерти ODB, но релиз снова был отменён. В день, когда должен был быть выпущен A Son Unique, альбом стал доступен к скачиванию на сервисе iTunes. В конце концов выпуск был отменён лейблом, Rock-a-Fella Records. Но его пообещали выпустить в ноябре 2009 года, к 5-летию со дня смерти рэпера.
Во время записи альбома, Ol' Dirty Bastard поменял имя с ODB на Dirt McGirt. Рабочим названием альбома также являлся Dirt McGirt.

## Список композиций
| №   | Название                                                                           | Длительность |
| --- | ---------------------------------------------------------------------------------- | ------------ |
| 1.  | «"Lift Ya Skirt" [prod by Mark Ronson]» (Featuring Missy Elliott)                  | 2:40         |
| 2.  | «"Pop Shots" (Remix) [prod by DJ Premier]» (Featuring Lil' Fame)                   | 3:38         |
| 3.  | «"Operator" (Remix) [prod by Pharell Williams]» (Featuring Clipse & Pharrell)      | 4:02         |
| 4.  | «"Back In The Air" [prod by RZA]» (Featuring Ghostface Killah)                     | 4:04         |
| 5.  | «"Work For Me" [prod by Rockwilder]» (Featuring Young Chris)                       | 4:01         |
| 6.  | «"ODB, Don't Go Breaking My Heart" [prod by Dammon Elliott]» (Featuring Macy Gray) | 3:39         |
| 7.  | «"The Stomp Part" [prod by RZA]» (Featuring RZA)                                   | 2:46         |
| 8.  | «"How Ya Fellin" [prod by Dammon Elliott]»                                         | 3:10         |
| 9.  | «"Intoxicated" [prod by RZA]» (Featuring Raekwon, Method Man & Macy Gray)          | 4:18         |
| 10. | «"Dirty & Grimey" [prod by Dame Grease]» (Featuring N.O.R.E & Saigon)              | 3:31         |
| 11. | «"Danger Zone" [prod by Boola]» (Featuring Joe Budden)                             | 2:57         |
| 12. | «"Scrilla" [prod by RZA]» (Featurng RZA)                                           | 2:57         |
| 13. | «"Don't Hurt My Dirty" [prod by Soul Diggaz]»                                      | 2:49         |